# Chèo thuyền tại Đại hội Thể thao Đông Nam Á 2001
Chèo thuyền tại Đại hội Thể thao Đông Nam Á năm 2001 được tổ chức từ ngày 10 đến 13 tháng 9 năm 2001 tại đập nước Batu Dam, bang Selangor, Malaysia. Có tổng cộng 8 nội dung trao huy chương, trong đó 4 nội dung của nam và 4 nội dung của nữ bao gồm thuyền đơn, thuyền đôi hạng nhẹ, thuyền đôi không có người cầm lái, và thuyền bốn hạng nhẹ không có người cầm lái.
Đoàn thể thao Indonesia thống trị môn chèo thuyền với 5 tấm huy chương vàng, nổi bật là giành trọn 4 huy chương vàng ở nội dung của nam.

## Tóm tắt kết quả

### Nam
| Nội dung                                   | Vàng                                                                    | Bạc | Đồng                                                                          |
| ------------------------------------------ | ----------------------------------------------------------------------- | --- | ----------------------------------------------------------------------------- |
| Thuyền đơn                                 | Lasmin · Indonesia                                                      | Tolentino Benjamin Jr · Philippines                                                                                 | Piyadanai Pantangthai · Thái Lan                                              |
| Thuyền đôi hạng nhẹ                        | Indonesia (INA) · Jamaluddin · Muhammad Anwar                           | Thái Lan (THA) · Piyadanai Pantangthai · Poi Ruthtanaphol                                                           | Philippines (PHI) · Maerina Edgardo Macabitas · Rodriguez Jose Turingan       |
| Thuyền đôi không có người cầm lái          | Indonesia (INA) · Agus Budy Aji · Iswandi                               | Philippines (PHI) · Cordova Nestor · Regalado Harvey Vargas                                                         | Myanmar (MYA) · Tha Tun · Naing Naing Htoo                                    |
| Thuyền bốn hạng nhẹ không có người cầm lái | Indonesia (INA) · Jefraim Dododea · Aldino Maryandi · Rodiaman · Rahmat | Philippines (PHI) · Maerina Edgardo Macabitas · Galvez Mark Anthony · Amposta Alvin Lopez · Rodriguez Jose Turingan | Myanmar (MYA) · Thein Win · Phone Myint Tayzar · Aung Kyaw Moe · Zaw Lwin Tun |

### Nữ
| Nội dung                                   | Vàng                                                                           | Bạc                                                                           | Đồng                                                                                               |
| ------------------------------------------ | ------------------------------------------------------------------------------ | ----------------------------------------------------------------------------- | -------------------------------------------------------------------------------------------------- |
| Thuyền đơn                                 | Puttharaksa Nikree · Thái Lan                                                  | Pere Koroba · Indonesia                                                       | Foo Beng Li · Singapore                                                                            |
| Thuyền đôi hạng nhẹ                        | Thái Lan (THA) · Puttharaksa Nikree · Bussayamas Phaengkathok                  | Indonesia (INA) · Weni · Enggelina Ohello                                     | Myanmar (MYA) · Chaw Su · Yin Yin Htwe                                                             |
| Thuyền đôi không có người cầm lái          | Indonesia (INA) · Rita · Susilowati                                            | Myanmar (MYA) · San San Win · Yin Min Htay                                    | Philippines (PHI) · Babilonia Myla Tanada · Tolentino Josalyn Permejo                              |
| Thuyền bốn hạng nhẹ không có người cầm lái | Myanmar (MYA) · Naw Ah Le La She · Khin Mar Oo · Tin Tin Nwe · Myint Myint Win | Indonesia (INA) · Yayan Nuryanti · Ulfiatun Nadiroh · Ismani Makkah · Ariyani | Thái Lan (THA) · Phimpaka Thednum · Wannapa Srisukkho · Kanokwan Niyomtham · Wisutta Maensittirote |

## Bảng huy chương
| Hạng               | Đoàn               | Vàng | Bạc | Đồng | Tổng số |
| ------------------ | ------------------ | ---- | --- | ---- | ------- |
| 1                  | Indonesia          | 5    | 3   | 0    | 8       |
| 2                  | Thái Lan           | 2    | 1   | 2    | 5       |
| 3                  | Myanmar            | 1    | 1   | 3    | 5       |
| 4                  | Philippines        | 0    | 3   | 2    | 5       |
| 5                  | Singapore          | 0    | 0   | 1    | 1       |
| Tổng số (5 đơn vị) | Tổng số (5 đơn vị) | 8    | 8   | 8    | 24      |